# György Szalai
György Szalai (Gádoros, 14 febbraio 1951) è un ex sollevatore ungherese medagliato olimpico che ha gareggiato nella categoria dei pesi massimi (fino a 110 kg.).

## Carriera
Iniziò a praticare sport da ragazzo nell'atletica leggera, in particolare nel getto del peso e nel lancio del disco, per poi passare al sollevamento pesi.
Nel biennio 1978 – 1979 arrivò per due volte al 5º posto finale ai Campionati mondiali di sollevamento pesi.
Nel 1980 partecipò alle Olimpiadi di Mosca, dove riuscì a conquistare la medaglia di bronzo con 390 kg. nel totale, alle spalle del sovietico Leonid Taranenko (422,5 kg.) e del bulgaro Valentin Hristov (405 kg.). In quell'anno la competizione olimpica di sollevamento pesi era valida anche come Campionato mondiale.
Dopo i Giochi Olimpici del 1980 decise di lasciare l'attività agonistica, dedicandosi a quella di allenatore di sollevamento pesi, lavorando in Ungheria e anche all'estero.